# Смертная казнь в Алабаме
Смертная казнь в Алабаме является законной мерой наказания. В штате самый высокий в Соединенных Штатах уровень смертных приговоров на душу населения. Были годы, когда суды Алабамы вынесли больше смертных приговоров, чем суды Техаса, где население больше в пять раз.

## Юридический процесс
Когда обвинение требует наказания в виде смертной казни, то приговор выносится судом присяжных, и не менее 10 присяжных должны согласиться. В случае, когда суд присяжных не может прийти к соглашению, то повторное судебное разбирательство проводится другим судом присяжных.
До 2017 года Алабама была единственным штатом, в котором судьям разрешалось заменить смертную казнь пожизненным заключением.
Право помиловать заключённых принадлежит губернатору штата Алабамы.
Способ казни — смертельная инъекция, если только осуждённый не требует удара электрическим током или азотной асфиксии. Если избранный способ признаётся неконституционным, законы штата предусматривают использование «любого другого конституционного способа исполнения».

## Преступления, караемые смертной казнью
В Алабаме смертной казнью караются следующие виды убийств:
1. Убийство подсудимым при похищении человека первой степени или покушение на него, совершённое подсудимым.
2. Убийство подсудимым во время разбойного нападения первой степени или покушение на него, совершённого подсудимым.
3. Убийство подсудимым во время изнасилования первой или второй степени или покушение на него, совершённое подсудимым; или убийство подсудимым во время содомии первой или второй степени или покушение на него, совершённое подсудимым.
4. Убийство подсудимым во время кражи со взломом первой или второй степени или покушение на него, совершённое подсудимым.
5. Убийство любого офицера полиции, шерифа, военнослужащего, офицера федеральных правоохранительных органов или любого другого офицера, тюремного надзирателя при исполнении служебных обязанностей.
6. Убийство совершено, когда обвиняемый уже приговорён к пожизненному лишению свободы.
7. Убийство, совершённое за денежное или другое вознаграждение.
8. Убийство, совершённое во время сексуального насилия первой или второй степени, или покушение на него, совершённое подсудимым.
9. Убийство, совершённое во время поджога первой или второй ступени, совершённое подсудимым; или убийство подсудимым с помощью взрывчатого вещества или взрыва.
10. Убийство, при котором два или более человека убиты подсудимым.
11. Убийство, совершённое, когда жертвой является государственный или федеральный чиновник или бывший государственный служащий, и убийство связано с его служебным положением или действием.
12. Убийство, совершённое во время незаконного установления контроля над любым воздушным судном с использованием угроз или силы.
13. Убийство, совершённое преступником, осуждённым за любое другое убийство в течение 20 лет, предшествовавших преступлению, которое в то время считалось тяжким преступлением по законодательству штата Алабама;
14. Убийство связано с дееспособностью или ролью потерпевшего в качестве свидетеля.
15. Убийство потерпевшего в возрасте до 14 лет.
16. Убийство, совершённое с использованием смертельного оружия, когда жертва находится в жилом помещении.
17. Убийство, совершённое с использованием смертельного оружия, когда потерпевший находится в транспортном средстве.
18. Убийство подсудимым, когда суд вынес постановление о защите потерпевшего от подсудимого.

## История
С 1812 по 1965 год в Алабаме было казнено 708 человек. До 1927 года основным способом смертной казни было повешение, хотя один человек все же был расстрелян.
Помимо убийства, к смертной казни в Алабаме ранее осуждали за изнасилование, поджог и грабёж. По данным Управления исправительных учреждений Алабамы, в период с 1927 по 1959 год 31 человек был казнён штатом за другие преступления, не связанные с убийством, изнасилованием и грабежом. В деле Кеннеди против штата Луизианы в 2008 году суд США практически отменил смертную казнь за любое преступление, кроме убийства.
Дело Верховного суда США Фурман против штата Джорджии 1972 года, требующее определённой последовательности в применении смертной казни, установило фактический мораторий на смертную казнь в Соединённых Штатах. Этот мораторий действовал до 2 июля 1976 года. Алабама приняла закон о возобновлении применения смертной казни 25 марта 1976 года. До 1983 года казни не проводились.

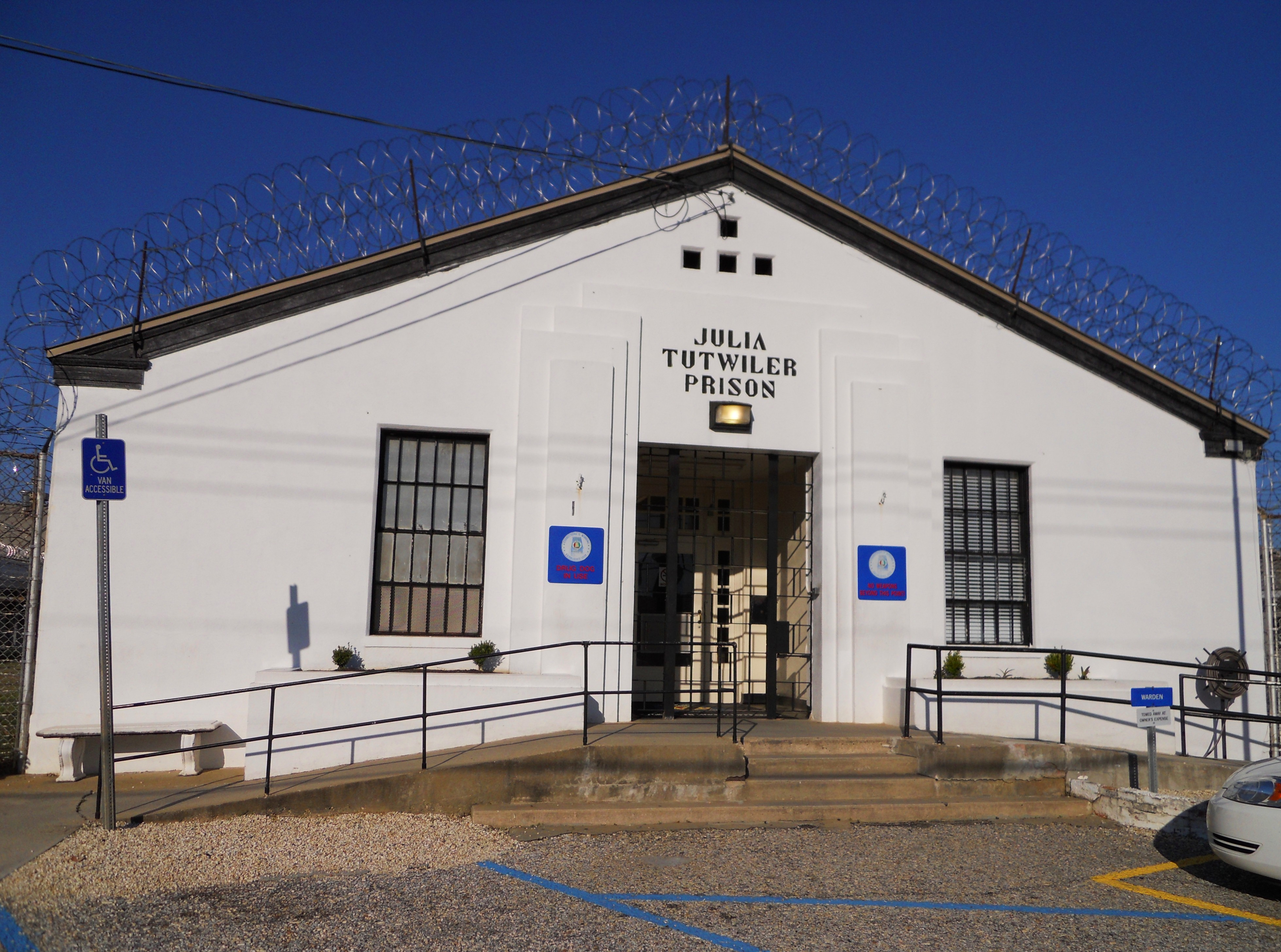
Женская тюрьма Джулии Тутвилер

В исправительном учреждении Холмана есть камера смертников для мужчин, изначально рассчитанная на 20 человек, но летом 2000 года она была расширена за счёт добавления 200 одиночных камер в изоляторе. В исправительном учреждении Уильяма Э. Дональдсона есть камеры смертников для мужчин на 24 места. Женская тюрьма Джулии Тутвилер содержит камеру смертников для женщин. В феврале 2018 года в Алабаме была совершена неудачная попытка казни Дойла Хэмма. Во время казни палачи в течение почти трёх часов пытались вставить капельницу, для введения смертельной инъекции. При этом они проткнули мочевой пузырь и бедренную артерию Хэмма, что вызвало сильное кровотечение.
С 1983 по 23 декабря 2021 года в Алабаме казнили 68 человек. По состоянию на июнь 2018 года в камерах смертников Алабамы находилось 175 заключенных. С 1976 года была всего одна замена смертной казни пожизненным заключением. Уходящий в отставку губернатор Фоб Джеймс заменил смертный приговор Джудит Энн Нилли пожизненным тюремным заключением без права досрочного освобождения в январе 1999 года.
В 2016 году окружной судья округа Джефферсон Трейси Тодд постановила, что решение судьи выносить смертный приговор, отменяя решение присяжных о пожизненном заключении без права досрочного освобождения, является неконституционным.  В 2020 году Суд Алабамы обвинил Тодд в использовании своего положения для противодействия и отмены смертной казни в штате.
23 сентября 2022 года власти штата запланировали казнь Алана Миллера, но в итоге казнь была отменена, после того как палачам не удалось найти вену для инъекции.. 17 ноября 2022 года по той же причине не состоялась казнь Кеннета Смита. После нескольких неудачных казней губернатор штата Кей Айви приостановила исполнение всех казней до июля 2023.. Казнь Смита была отложена. Приговор был приведён в исполнение 25 января 2024 года. Казнь Смита стала первой в истории человечества, проведённой методом удушения азотом. Смит сам просил использовать этот метод.